# Lactarius sphagneti
Lactarius sphagneti é um fungo que pertence ao gênero de cogumelos Lactarius na ordem Russulales. Encontrado na Europa, foi descrito cientificamente por Neuhoff em 1956.